# Южна Африка Тенис Оупън
Южна Африка Тенис Оупън (на английски: South Africa Tennis Open) е професионален турнир по тенис за мъже от ATP Tour 250, който се провежда в Йоханесбург, Южна Африка, на твърди открити кортове.

## История
Турнирът се провежда в продължение на 3 години от 2009 до 2011 г. Той отбелязва завръщането на тениса на ниво ATP в Южна Африка след прекратяването на Откритото първенство на Южна Африка, но не претендира за историята на своя предшественик.

## Финали
| Година | Шампион          | Финалист         | Резултат            |
| ------ | ---------------- | ---------------- | ------------------- |
| 2011   | Кевин Андерсън   | Сомдев Девварман | 4 – 6, 6 – 3, 6 – 2 |
| 2010   | Фелисиано Лопес  | Стефан Робер     | 7 – 5, 6 – 1        |
| 2009   | Жо-Вилфрид Цонга | Жереми Шарди     | 6 – 4, 7 – 6(7–5)   |